# Ichnanthus tenuis
Ichnanthus tenuis là một loài thực vật có hoa trong họ Hòa thảo. Loài này được (J.Presl) Hitchc. & Chase mô tả khoa học đầu tiên năm 1917.